# Kincsem
Kincsem (17. března 1874 Kisbér – 16. března 1887 Kisbér) byla klisna anglického plnokrevníka, která byla ve své době nejúspěšnějším dostihovým koněm světa. V letech 1876 až 1879 vyhrála všech 54 rovinových dostihů, kterých se zúčastnila, což je nejlepší bilance v historii dostihového sportu. K největším úspěchům patří trojnásobné vítězství na Velké ceně Badenu. U většiny vítězství byl anglický žokej Elijah Madden.  
Jméno Kincsem znamená v maďarštině „můj poklad“. Narodila se v hřebčinci Tápiószentmárton, který patřil Ernő Blaskovichovi. Zpočátku byla podceňována pro svůj nezvyklý vzhled (hubenost a nažloutlá barva), díky svým úspěchům se však stala celebritou, jejímž velkým fanouškem byl císař František Josef I. Známé byly i její rozmary, například neustále vyžadovala přítomnost svojí oblíbené kočky.
Po ukončení kariéry byla chovnou klisnou. Jedním z jejích potomků byla Polygamy, která vyhrála v roce 1974 Epsom Oaks. Zemřela v den svých třináctých narozenin, maďarské noviny tehdy vyšly ve smuteční úpravě a vlajky byly spuštěny na půl žerdi.
Její kostra je vystavena v budapešťském zemědělském muzeu. Je po ní pojmenováno budapešťské dostihové závodiště Kincsem Park, kde se také nachází její socha. Vznikl o ní také v roce 2017 životopisný film Kincsem, který režíroval Gábor Herendi.